# Metropolia mariborska

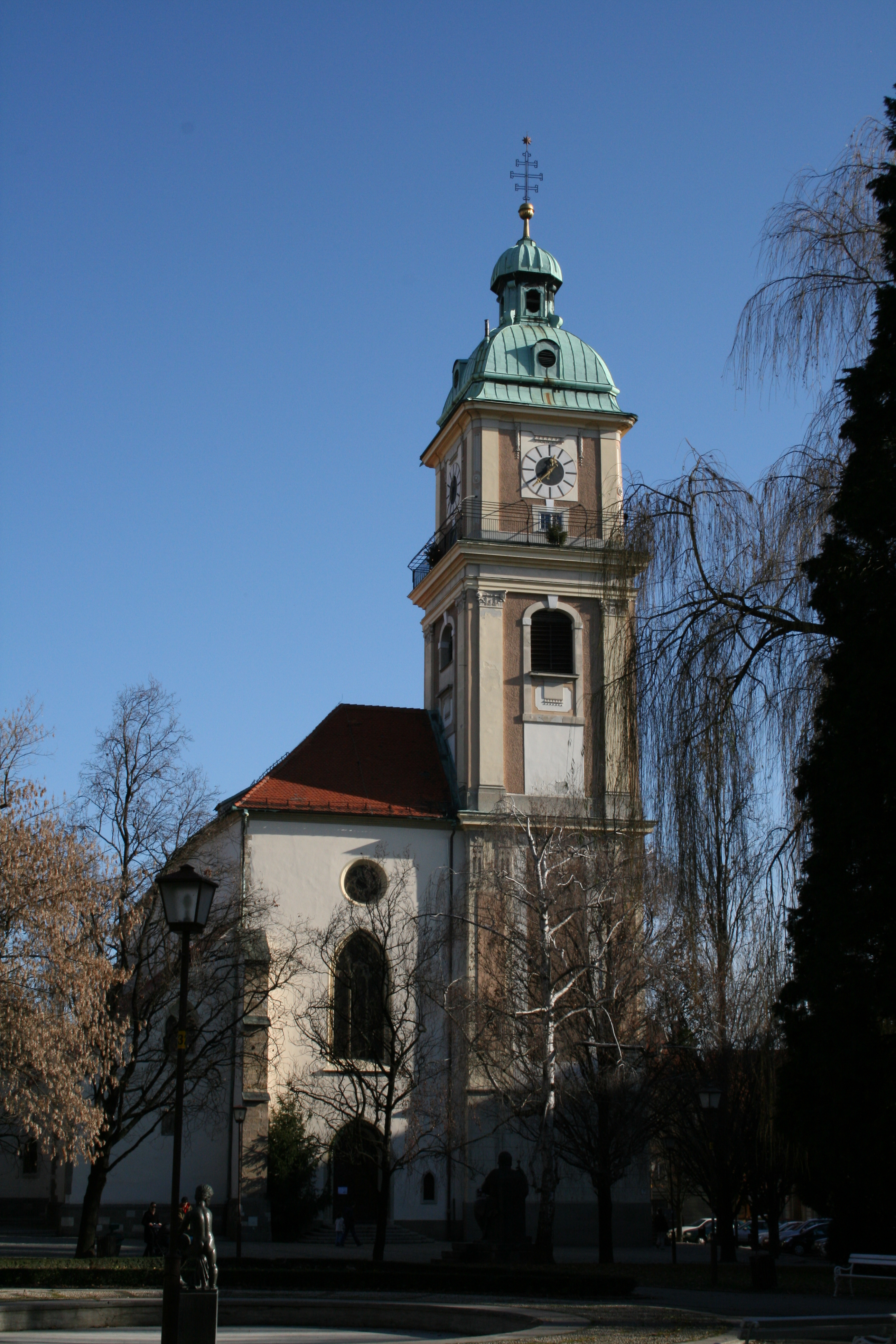
Katedra św. Jana Chrzciciela w Mariborze

Metropolia mariborska – jedna z dwóch metropolii obrządku łacińskiego w Kościele katolickim w Słowenii, obejmująca swoim zasięgiem wschodnią część kraju. 

## Dane ogólne[1]
- Powierzchnia: 7 497 km²
- Ludność: 1 236 215
  - Katolicy: 689 813
  - Udział procentowy: 55%
- Księża:
  - diecezjalni: 314
  - zakonni: 95
- Zakonnicy: 148
- Siostry zakonne: 179

## Historia
Metropolia mariborska została utworzona 7 kwietnia 2006 r. przez papieża Benedykta XVI na mocy konstytucji apostolskiej Sacrorum Antistites, w wyniku podniesienia diecezji mariborskiej do rangi archidiecezji, której przydzielono jako sufraganię nowo utworzone diecezje: murskosobocką i cylejską.

## Podział administracyjny
1. Archidiecezja mariborska
2. Diecezja Celje
3. Diecezja murskosobocka

## Metropolici
- 7 kwietnia 2006 -  4 lutego 2011: abp Franc Kramberger
- 4 lutego 2011 - 31 lipca 2013: abp Marjan Turnšek